# كلية الهندسة بجامعة ستانفورد
كلية الهندسة بجامعة ستانفورد (بالإنجليزية: Stanford University School of Engineering)‏ هي إحدى كليات جامعة ستانفورد لتدريس الهندسة في الولايات المتحدة الأمريكية.

## وصلات خارجية
- مجلة ستانفورد الهندسية